# Valentin Moineault
 (mai 2016).
Si vous disposez d'ouvrages ou d'articles de référence ou si vous connaissez des sites web de qualité traitant du thème abordé ici, merci de compléter l'article en donnant les références utiles à sa vérifiabilité et en les liant à la section « Notes et références ».
Valentin Moineault, né le 13 mai 1996 à Elbeuf (Seine-Maritime), est un pilote automobile français. Pilote jusqu'en 2016, il est étudiant à la NEOMA Business School et crée sa propre entreprise Clôtur-éco à Évreux.

## Biographie
Valentin Moineault a toujours poursuivi ses études parallèlement à sa carrière sportive. Il a obtenu son baccalauréat en 2014 avec la mention assez bien[réf. nécessaire], puis a poursuivi avec un BTS dans le commerce.
Passionné de sport mécanique, il a commencé par la compétition en moto cross à l’âge de huit ans. À la suite d'un accident important, il a été forcé d’arrêter cette discipline. Il s'est alors tourné vers le karting et a rapidement fait de ce sport son quotidien. Il a très vite commencé les compétitions, d’abord nationales, puis internationales.
En 2016, il intègre l'écurie Panis-Barthez Compétition pour courir en ELMS.
Il est le fils de Christophe Moineault, chef d'entreprise (CNC, Compagnie Normande des Clôtures) et de Sophie Moineault.

## Carrière

### Palmarès ensport mécanique
| Saisons | Sport     | Championnats                     | Résultats |
| ------- | --------- | -------------------------------- | --------- |
| 2009    | Karting   | Championnat de France cadet      | 3e        |
| 2009    | Karting   | Coupe de France cadet            | 2e        |
| 2012    | Karting   | Championnat de France KF2 Espoir | 3e        |
| 2013    | Karting   | Championnat d'Europe KF          | 2e        |
| 2014    | Monoplace | Championnat de France F4         | 6e        |
| 2015    | Monoplace | Championnat de France F4         | 1er       |